# Observationsfly
Observationsfly anvendes i civil og militær sammenhæng til forskellige formål ved observationer fra luften.

## Civile opgaver
Kontrol af trafik på landeveje, geodætiske observationer, geologiske undersøgelser, miljø- og fiskerikontrol, grænsekontrol eller forebyggelse af smugleri og illegal indvandring.
Tv-selskaber anvender helikoptere til at filme begivenheder fra luften, i Danmark har TV 2 News en Eurocopter EC120B Colibri.

## Militære opgaver
Observationsfly er små fly der kan lande i terrænet. Sammen med observationshelikoptere bruges de til at dirigere ilden fra langtrækkende artilleri. Observationshelikoptere kan yderligere anvendes til måludpegning for laserstyrede bomber og missiler fra kamphelikoptere og jetfly. Foruden observation kan de også bruges til let transport og ambulanceflyvning.

## Eksempler på observationsfly

### Førsteverdenskrig
- Rumpler Taube
- Farman F.40
- Hansa-Brandenburg B.I
- Royal Aircraft Factory B.E.8
- Caproni Ca.18

### Andenverdenskrig
- Westland Lysander
- Henschel Hs 126
- Fiesler Fi 156 Storch
- Polikarpov Po-2 'Mule'
- Taylorcraft L-2 Grasshopper

### Den kolde krig og moderne tid
- Bell 47
- Aérospatiale Alouette II
- Hughes OH-6 Cayuse
- Mil Mi-2 'Hoplite'
- Bell OH-58 Kiowa
- Westland Scout
- Cessna O-2 Skymaster
- North American OV-10 Bronco
- Aérospatiale Gazelle